# Vassago

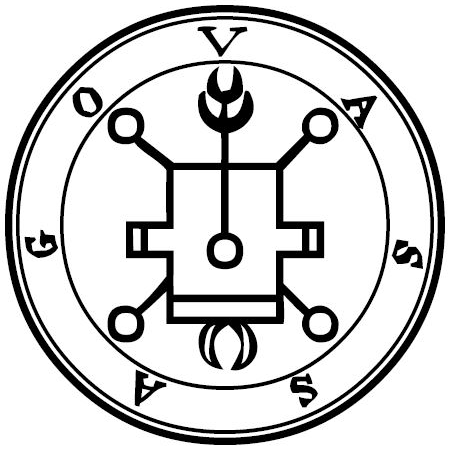
Le sceau de Vassago selon Mathers.

Vassago est un démon issu des croyances de la goétie, science occulte de l'invocation d'entités démoniaques.
Le Lemegeton le mentionne en 3e position de sa liste de démons. Selon l'ouvrage, Vassago est un puissant prince des enfers. C'est un esprit de bonne nature qui aide à révéler les choses passées et futures, mais il ne fait jamais rien pour rien, il prendra ce dont il aura besoin pour vous aider. Il dirige 26 légions de démons.
La Pseudomonarchia Daemonum ne le mentionne pas dans sa liste de démons.

## Vassago dans la culture

### Dans la littérature
- Dans le roman Faust Eric de Terry Pratchett, un personnage du nom de Duc Vassénégo est inspiré du Démon Vassago.

### Univers ludique
- Un antagoniste culte de la saison 3 de la série Plus belle la vie porte le nom de Léonard Vassago. Il est présenté comme le diable, et est interprété par Jean-François Garreaud[2].

- Dans la série d'animation Helluva Boss, Vassago est un seigneur de la Goetie ressemblant à en perroquet et semblant avoir des pouvoir en rapport avec les étoiles